# Rohtak (huyện)
Huyện Rohtak là một huyện thuộc bang Haryana, Ấn Độ. Thủ phủ huyện Rohtak đóng ở Rohtak. Huyện Rohtak có diện tích 1668 ki lô mét vuông. Đến thời điểm năm 2001, huyện Rohtak có dân số 940036 người.